# Tamar Dongus
Tamar Dongus (* 11. Mai 1994 in Böblingen) ist eine deutsche Fußballspielerin. Sie ist die Zwillingsschwester von Fabienne Dongus.

## Karriere

### Vereine
Tamar Dongus begann im Jahr 1999 beim SV Deckenpfronn gemeinsam mit ihrer Schwester mit dem Fußballspielen und wechselte 2006 in die Jugendabteilung des VfL Sindelfingen. Mit den B-Juniorinnen Sindelfingens wurde sie 2011 nach einer Finalniederlage gegen Turbine Potsdam deutscher Vizemeister. Am 15. August 2010 wurde sie beim 3:0-Sieg gegen die TSG 1899 Hoffenheim erstmals in der ersten Mannschaft in der 2. Bundesliga Süd eingesetzt. 2011/12 gelang ihr mit Sindelfingen der Aufstieg in die Bundesliga. In der höchsten deutschen Spielklasse debütierte sie am 2. September 2012 bei der 1:9-Auswärtsniederlage gegen Turbine Potsdam und stand 2012/13 in sämtlichen 22 Ligapartien in der Startelf.
Zur Saison 2013/14 wechselte Tamar Dongus gemeinsam mit ihrer Schwester zum Bundesligaaufsteiger TSG 1899 Hoffenheim. Am 18. April 2018 unterschrieb Dongus in der italienischen Serie A, beim Aufsteiger CF Florentia. 2021 wechselte sie zur US Sassuolo Calcio.
Von 2023 bis 2025 spielte sie für den Schweizer Erstligisten Grasshopper Club Zürich.
Zur Saison 2025/26 wurde sie vom VfB Stuttgart verpflichtet.

### Nationalmannschaft
Dongus stand am 15. April 2009 beim U-15-Länderspiel gegen die Niederlande erstmals für eine Juniorenauswahl des Deutschen Fußball-Bunds auf dem Platz. Im Juli 2010 nahm sie mit den U-16-Juniorinnen am Nordic Cup teil, wo die Mannschaft nach einer Finalniederlage gegen die USA Platz zwei erreichte. Für die U-17-Juniorinnen bestritt sie zwischen 2010 und 2011 insgesamt fünf Partien und gab am 26. Oktober 2011 im Testspiel gegen Schweden ihr Debüt für deutsche U-19-Auswahl, wobei sie sogleich ihren ersten Treffer erzielte.

## Erfolge
- Deutsche B-Junioren Vizemeisterin 2011
- Bundesligaaufstieg 2011/12 mit dem VfL Sindelfingen